# مايك فاغان
مايك فاغان (بالإنجليزية: Michael Fagan)‏ هو لاعب البولنغ ‏ أمريكي، ولد في 4 نوفمبر 1980 في فورت وورث في الولايات المتحدة.